# Justin Njinmah
Justin Gideon Njinmah (* 15. November 2000 in Hamburg) ist ein deutsch-nigerianischer Fußballspieler. Der Stürmer steht bei Werder Bremen unter Vertrag.

## Karriere

### Jugend und Regionalliga
Njinmah wechselte zur Saison 2018/19, seine letzte in der A-Jugend, vom Hamburger Stadtteilklub Eimsbütteler TV zu Holstein Kiel. Mit den Störchen gelang ihm als Meister der A-Junioren-Regionalliga Nord der Aufstieg in die Bundesliga. Nach dem Ende seiner Juniorenzeit verpasste der Angreifer den Sprung in die Zweitligamannschaft und wurde stattdessen zur Spielzeit 2019/20 in die U23 integriert. Für diese absolvierte Njinmah bis März 2020 sieben Spiele und steuerte auf der rechten Außenbahn agierend zwei Scorerpunkte bei. Kiel II landete auf Platz 7, nachdem die Saison in Folge der COVID-19-Pandemie vorzeitig ihr Ende gefunden hatte und mittels der Quotientenregel abgerechnet wurde. Ein Muskelfaserriss verhinderte in der Folge die Teilnahme am Start der Regionalligasaison 2020/21, welche jedoch bereits nach zehn Spielen ebenfalls verfrüht ihr Ende fand; bis dahin hatte Njinmah in vier Spielen vier direkte Torbeteiligungen vorzuweisen.
Als Verstärkung für den bislang besten Torschützen des Teams, Tim van de Schepop, wurde der Stürmer im Sommer 2021 ablösefrei von Werder Bremen für dessen ebenfalls in der Regionalliga antretende zweite Mannschaft verpflichtet. Das Offensivduo lief von Saisonbeginn an als Doppelspitze auf und spielte mit Werder in der Südstaffel der geteilten Liga. Beim 8:1 über die VfV Hildesheim gelangen Njinmah fünf direkte Torbeteiligungen, gegen Rehden, Hannover 96 II sowie im Rückspiel gegen Hildesheim sicherten seine Tore der Mannschaft wichtige Zähler. Die Bremer erzielten schließlich mit 47 die meisten Tore (allein 39 Scorerpunkte verteilten sich auf Njinmah und van de Schepop), verloren nur zweimal und qualifizierten sich mit einem Zähler Rückstand auf den VfB Oldenburg für die ligainterne Aufstiegsrunde.

### Borussia Dortmund
Anfang Januar 2022 erhielt Njinmah einen Profivertrag beim SV Werder und wurde für eineinhalb Jahre an die in der 3. Liga spielende U23 von Borussia Dortmund verliehen. Im Leihvertrag war laut dem Portal Transfermarkt.de eine Kaufoption enthalten, die nach Zahlung eines siebenstelligen Betrags hätte gezogen werden können. Werder-Sportchef Frank Baumann gab an, dem Spieler zuzutrauen, „den Schritt in die Profi-Mannschaft zu schaffen“, jedoch wäre „der Weg in die 3. Liga [...] für ihn eine gute Möglichkeit, Spielpraxis auf noch höherem Niveau zu sammeln“. Auch weitere Drittligisten wie Waldhof Mannheim oder Viktoria Berlin hätten, so das vereinsnahe Portal Deichstube, Interesse an einer Verpflichtung gehabt. Gleich bei seinem ersten Einsatz wirkte Njinmah aktiv am 3:1 gegen Mannheim mit, als er den Strafstoß, der zum Endstand führte, herausholte. Es folgten fünf weitere Treffer sowie eine Vorlage, durch zwei Torbeteiligungen sicherte Njinmah seinem Team einen Sieg gegen den Revierrivalen MSV Duisburg. Trainer Enrico Maaßen setzte ihn vor allem in der Endphase der Saison verstärkt auf der linken Außenbahn ein, um beispielsweise den aus der A-Jugend berufenen Bradley Fink im Sturmzentrum aufbieten zu können. Njinmah beendete die Spielzeit mit dem BVB auf Rang 9 und stand am vorletzten Bundesligaspieltag unter Trainer Marco Rose erstmals in einem Spieltagskader der ersten Mannschaft, nachdem mit Donyell Malen, Thorgan Hazard, Giovanni Reyna und Steffen Tigges mehrere Offensivakteure verletzungsbedingt fehlten.
Nachdem die Angreifer Sébastien Haller, Donyell Malen, Jamie Bynoe-Gittens und Thorgan Hazard nicht berücksichtigt werden konnten, lief Njinmah am 6. Spieltag der Bundesligasaison 2022/23 unter Edin Terzić erstmals in der Bundesliga auf. Er kam 20 Minuten vor Schluss als Linksaußen aufs Feld. In der ersten Saisonhälfte spielte der Offensivspieler in der U23 meistens als Mittelstürmer, schoss zwei Tore und bereitete zwei weitere vor. Nach einer Serie von fünf Niederlagen in Serie rutschte er mit der Mannschaft bis auf Platz 16 ab, wo man nur einen Zähler Vorsprung auf den ersten Abstiegsplatz hatte. Im Rückrundenverlauf und vor allem nach dem Wechsel auf der Trainerbank von Christian Preußer zu Jan Zimmermann spielten die jungen Dortmunder konstanter. Njinmah rückte nun häufiger auf den rechten Flügel, da Ted Tattermusch oder Michael Eberwein im Sturmzentrum spielten. Der mittlerweile 22-Jährige war beim 4:0 gegen den FSV Zwickau an drei Treffern beteiligt, zweimal traf er im Rückrundenverlauf doppelt. Durch fünf Spiele in Folge ohne Niederlage setzte sich Dortmund II langsam von der Abstiegszone ab und hatte schließlich nach dem 36. Spieltag den Klassenerhalt sicher. Zu diesem Zeitpunkt war Njinmah mit 17 Scorerpunkten der mit Abstand effektivste Angriffsspieler des Teams. In den beiden letzten Partien schoss der Stürmer noch ein weiteres Tor, womit er schließlich bei 13 Saisontreffern stand. Njinmah zog dadurch mit Tammo Harder gleich, der bis dahin in der Spielzeit 2014/15 die meisten Tore für die U23 des BVB in der 3. Liga erzielt hatte.

### Rückkehr nach Bremen
Da Borussia Dortmund die Kaufoption, die bei 3 Mio. Euro gelegen haben soll, nicht zog, kehrte Njinmah zur Saison 2023/24 zum SV Werder zurück, bei dem er zudem seinen Vertrag verlängerte. Dort gehört er seither dem Profikader von Ole Werner an. Am dritten Spieltag gab er sein Debüt und erzielte beim 4:0-Sieg gegen 1. FSV Mainz 05 ein Tor und bereitete einen Treffer vor, nachdem er in der 76. Minute für Dawid Kownacki eingewechselt worden war.

## Titel
- Meister der A-Junioren-Regionalliga Nord und Aufstieg in die A-Junioren-Bundesliga Nord/Nordost: 2019